# Nysius nihoae
Nysius nihoae är en insektsart som beskrevs av Robert L. Usinger 1942. Nysius nihoae ingår i släktet Nysius och familjen fröskinnbaggar. Inga underarter finns listade i Catalogue of Life.